# 法界院站

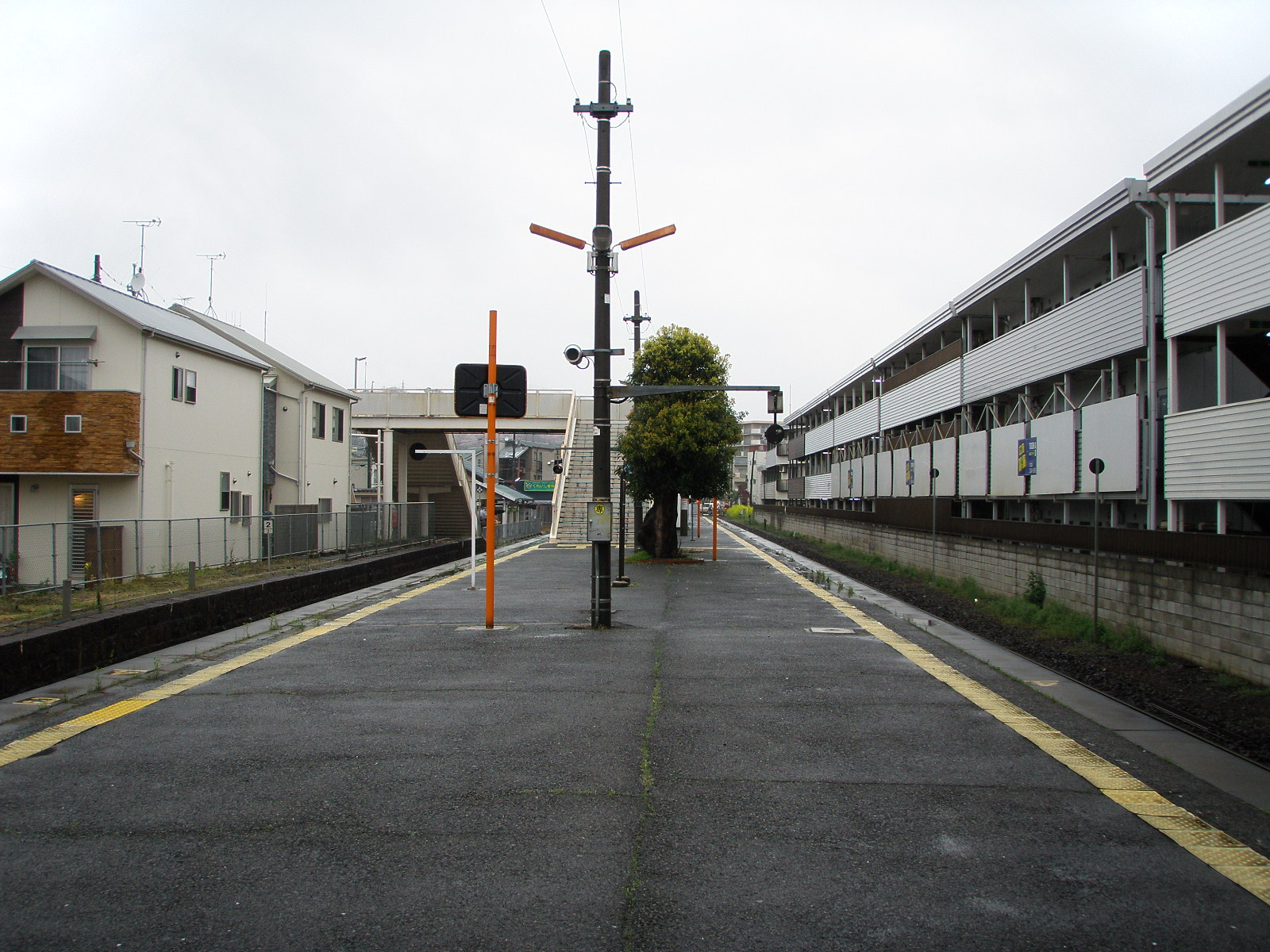
月台（2008年4月10日）

法界院站（日语：／ Hōkaiin eki */?）是位於岡山縣岡山市北區學南町三丁目11番2號，西日本旅客鐵道（JR西日本）的津山線車站。

## 概要
車站名稱取自鄰近此站的真言宗的寺院法界院，此站距離法界院的直線距離為1.2公里。從津山線車窗中可看見法界院。
在現時岡山大學範圍內，曾經是日本陸軍的步兵連隊用地，當時此站設有引込線運送士兵與物資前往該處。
在2009年（平成21年）3月13日前，此站是快速停車站與急行「津山」通過站。在翌日14日修正起，隨著該急行列車廢止，現時成為了快速停車站。

## 歷史
- 1903年（明治36年）4月18日 - 中國鐵道（日语：中鉄バス）本線岡山市站（現已不存在）至玉柏站之間（現時位於法界院站靠近津山一方約900米處）開通，法界院臨時停車場（舊）啟用。
  - 當時車站地址是岡山縣御津郡御野村（日语：御野村 (岡山県)）北方（現時：岡山市北區法界院（日语：法界院））。
- 1908年（明治41年）
  - 6月20日 - 法界院臨時停車場（舊）。於現時的場所開設法界院簡易停車場。
    - 當時車站地址是岡山縣御津郡御野村北方。

  - 9月2日 - 法界院簡易停車場升級至車站，法界院站啟用。
- 1921年（大正10年）3月1日 - 部分御野村編入至岡山市，當時車站地址變為岡山縣岡山市北方。
- 1944年（昭和19年）6月1日 - 中國鐵道的鐵路部門被國有化，成為國有鐵道津山線車站。
- 1965年（昭和40年） - 隨著實施居住地址及町名變更，車站地址變為岡山縣岡山市學南町三丁目[1]。
- 1987年（昭和62年）4月1日 - 伴隨國鐵分割民營化，車站由西日本旅客鐵道（JR西日本）營運。
- 2007年（平成19年）
  - 7月19日 - 設置可支援ICOCA的簡易型自動閘機。
  - 9月1日 - 此站可使用IC卡「ICOCA」。
- 2009年（平成21年）4月1日 - 隨著岡山市成為政令指定都市，當時車站地址變為岡山市北區學南町三丁目。

## 車站構造
車站是一座地面車站，設有1面2線的島式月台，可進行列車交會。月台與車站大樓之間設有沒有上蓋的跨橋橋連接。1號月台為上下行副本線，2號月台為上下行本線及一線通過結構，在上述提及的急行「津山」1往返班次會使用2號月台通過此站。
原則上列車使用2號月台。當津山方向的列車需要進行列車交會時，以及從此站出發前往岡山方向的列車才使用1號月台。由於鄰近的教育設施使用者多使用此站，於平日、星期六早上設有行走於岡山站至此站之間的區間列車，只限1往返班次。曾經此站設有直通至吉備線總社站的班次，在2013年（平成25年）3月16日時間表修正起廢止。
此站是由岡山站管理的業務委託車站，委托了JR西日本岡山Maintec負責車站業務。現時由於早上和黃昏有許多上學使用者，因此此站為津山線中間車站中唯一設有綠色窗口的車站。此站也設有簡易型自動閘機，可使用ICOCA與其可互相使用的IC卡。
另外，此站至福渡站之間引入了JR標準音樂和進站廣播。

### 月台
| 月台 | 路線   | 上下行 | 方向           |
| ---- | ------ | ------ | -------------- |
| 1、2 | 津山線 | 上行   | 福渡、津山方向 |
| 1、2 | 津山線 | 下行   | 岡山方向       |

## 使用狀況
以下為近年1日平均乘車人次列表：
| 乘車人次變化 | 乘車人次變化    |
| 年度         | 1日平均乘車人次 |
| ------------ | --------------- |
| 1999         | 1,894           |
| 2000         | 1,699           |
| 2001         | 1,614           |
| 2002         | 1,478           |
| 2003         | 1,336           |
| 2004         | 1,187           |
| 2005         | 1,123           |
| 2006         | 1,011           |
| 2007         | 957             |
| 2008         | 958             |
| 2009         | 963             |
| 2010         | 996             |
| 2011         | 1,042           |
| 2012         | 1,092           |
| 2013         | 1,089           |
| 2014         | 1,059           |
| 2015         | 1,140           |
| 2016         | 1,276           |
| 2017         | 1,317           |
| 2018         | 1,292           |

由於車站鄰近岡山大學、放送大學岡山學習中心、岡山理科大學、岡山理科專門學校·附屬高校·中學和岡山市立岡北中學，因此在早上和黃昏有許多師生使用。

## 車站周邊
車站附近為密集的住宅區。
- 岡山北方郵局
- 中國銀行法界院分店
- 岡山市立御野小學
- 岡山西警署（日语：岡山西警察署）北方派出所
- 國際兒童紀念公園
- OHK岡山放送總部
- 岡山県綜合場（日语：岡山県総合グラウンド）
  - Citylight體育場（日语：岡山県総合グラウンド陸上競技場）、岡山縣棒球場（日语：岡山県野球場）、桃太郎競技場（日语：桃太郎アリーナ）、津島遺蹟（日语：津島遺跡）
- 岡山大學津島校園、放送大學岡山學習中心
- 岡山市立岡北中學（日语：岡山市立岡北中学校）
- 岡山理科大學
  - 中學·高等學校（日语：岡山理科大学附属中学校・高等学校）、專門學校（日语：岡山理科大学専門学校）
- 岡山市北消防署御野出張所
- 岡山市半田山植物園（日语：岡山市半田山植物園）
- 法界院（日语：法界院） - 車站名稱的由來
- 岡山市水道局（日语：岡山市水道局）三野淨水廠 - 岡山市水道紀念館、岡山市市民高球場
- 陸上自衛隊三軒屋駐屯地（日语：三軒屋駐屯地）

## 巴士路線
從車站橫過平交道後，於路口附近設有「法界院站前」巴士站。
- 岡電巴士
  - 前往三野公園，前往岡山大學、妙善寺，前往植物園前、理大東門
  - 前往天滿屋（日语：天満屋バスステーション），經田町前往岡山站
  - 經田町前往岡山站
- 宇野巴士（日语：宇野自動車）
  - 前往湯鄉溫泉（日语：湯郷温泉）、林野站
  - 前往新城（日语：岡山ネオポリス）東6丁目（野間）
  - 前往新城西9丁目（櫻丘運動公園口）
    - 前往新城方向的各路線中，包括途經新道山陽丸中前的班次，途經山陽團地中、下市的班次，以及途經山陽團地西、下市的班次。

  - 前往山陽團地（日语：山陽団地）（山陽團地西→山陽團地中循環）
  - 經岡山站前（日语：ICOTNICOT）前往表町巴士中心（日语：表町バスセンター）

## 相鄰車站
西日本旅客鐵道（JR西日本）
 津山線
■快速「壽」
金川－（部分停野野口）－法界院－岡山站
■普通
備前原－法界院－岡山

## 注腳
1. ↑  . 御野学区連合町内会.   [2019-09-23]. （原始内容存档于2019-09-23） （日语）.
2. ↑  岡山縣統計年報

## 外部連結
- 法界院｜車站資訊：JR出門網 - 西日本旅客鐵道（日語）